# Vinzenz Müller
 Vinzenz Müller (* 4. Februar 1875 in Esternberg; † 20. Dezember 1958 in Wels) war ein österreichischer Lehrer und Politiker.

## Berufliche Tätigkeit
Vinzenz Müller, Sohn eines Lehrers, besuchte das Untergymnasium und die Lehrerbildungsanstalt in Linz und wurde Lehrer in St. Stefan, später Ried. Fünf Jahre unterrichtete er in Gaspoltshofen und 32 Jahre in Neunkirchen bei Lambach. Nach 1925 war er Oberlehrer und Direktor der Knabenvolksschule Tummelplatz in Linz. Er wirkte zudem als Redakteur im Tagblatt und bei der Oberdonau-Zeitung.

## Politische Laufbahn
Im Jahr 1907 wurde Müller Mitglied der Sozialdemokratischen Arbeiterpartei (SDAP). Vom 18. November 1918 bis 15. Mai 1919 war er Mitglied der Provisorischen Landesversammlung (SDAP). Vom 23. Juni 1919 bis 18. Mai 1925 war er für sie SDAP Abgeordneter zum Oberösterreichischen Landtag (XII. Wahlperiode). Als 1925 die Abgeordnetenzahl im oberösterreichischen Landtag herabgesetzt wurde, verzichtete er freiwillig auf sein Mandat und war fortan Lehrer.

## Veröffentlichungen
- Erinnerungen eines Alten an Josef Hafner. In: Der sozialistische Lehrer. Jg. 4, H. 15, 1952.
- Bittprozession in Lindemayrs Heimat. In: Oberösterreichische Heimatblätter. Jg. 2, H. 2, 1948, S. 183–188, ooegeschichte.at [PDF; 416 KB]